# IG Field
Das IG Field (zuvor Investors Group Field) ist ein Canadian-Football-Stadion in der kanadischen Stadt Winnipeg in der Provinz Manitoba. Hauptsächlich finden hier Canadian Football- und Fußballspiele statt. Die Hauptnutzer des Stadions sind die Winnipeg Blue Bombers aus der Canadian Football League (CFL) sowie die Mannschaft der University of Manitoba, die Manitoba Bisons aus der kanadischen Universitätsliga U Sports. Hinzu kamen die Winnipeg Rifles aus der CJFL und die Manitoba Fearless der WWCFL. Der Eigentümer der Anlage ist die Triple B Stadium Inc., ein Konsortium aus der Stadt Winnipeg, der Provinz Manitoba, den Winnipeg Blue Bombers und der University of Manitoba.

## Geschichte
Das von Raymond S.C. Wan entworfene Investors Group Field wurde auf dem Campus der University of Manitoba neben dem 1967 eröffneten University Stadium gebaut. Das Stadion besitzt eine Kapazität von 33.500 Plätzen, jeder mit Getränkehalter. Für Rollstuhlfahrer stehen 170 Plätze zur Verfügung. Auf den beiden Tribünen im Hintertorbereich sind HD-Videowände mit den Maßen 37 × 9 m installiert. Im Stadion sind 250 Fernseh-Monitore verteilt, damit man das Spielgeschehen überall verfolgen kann. Insgesamt gibt es 28 Wasch- und Toilettenräume, die alle per Rollstuhl zugänglich sind. Der Fan- und Ticketshop Bomber Store verfügt über etwa 370 m² Verkaufsfläche. Durch zusätzliche Tribünen kann das Fassungsvermögen auf über 40.000 Plätze steigen. Es befinden sich 46 Luxus-Logen in der Veranstaltungsstätte. Die Baukosten beliefen sich auf 210 Millionen CAD. Mit einer großen Zeremonie wurde der Neubau Ende Mai 2013 eröffnet.
Das erste Spiel der Winnipeg Blue Bombers im neuen Stadion am 27. Juni 2013 verlor man mit 33:38 gegen die Montreal Alouettes. Das erste Fußballspiel fand am 8. Mai 2014 statt. Das Freundschaftsspiel der Frauen-Nationalmannschaften aus Kanada und den USA endete vor 28.255 Zuschauern mit einem 1:1-Unentschieden.
Im März 2014 vergab die CFL das 103. Spiel um den Grey Cup am 29. November 2015 an Winnipeg und das Investors Group Field. Das Stadion war zudem einer der sechs Austragungsorte der Fußball-Weltmeisterschaft der Frauen 2015. Am 23. Oktober 2016 fand im Investors Group Field das Freiluft-Eishockeyspiel NHL Heritage Classic zwischen den Winnipeg Jets und den Edmonton Oilers statt.
Im Mai 2019 wurde der Name der Anlage von Investors Group Field in IG Field geändert. Seit 2013 ist die IG Wealth Management Namenssponsor.
Im Januar 2024 wurde die Einzelhandelskette für Werkzeuge und Geräte, Princess Auto Ltd., neuer Namensgeber des Stadions. Der Vertrag läuft über zehn Jahre. Ab April 2024 wird die Heimat der Blue Bombers den Namen Princess Auto Stadium tragen.